# Distichophyllum cirratum
Distichophyllum cirratum är en bladmossart som beskrevs av Ferdinand François Gabriel Renauld och Jules Cardot 1896. Distichophyllum cirratum ingår i släktet Distichophyllum och familjen Hookeriaceae. Inga underarter finns listade i Catalogue of Life.